# Neogale africana
Neogale africana is een zoogdier uit de familie van de marterachtigen (Mustelidae). De wetenschappelijke naam van de soort werd voor het eerst geldig gepubliceerd door Desmarest in 1818.

## Voorkomen
De soort komt voor in Brazilië, Ecuador en Peru.